# فردیناند، گاو نر
فردیناند، گاو نر (به انگلیسی: Ferdinand the Bull) محصول سال ۱۹۳۸ میلادی، فیلم انیمیشنی کوتاه تهیه شده توسط استودیوی انیمیشن والت دیزنی به کارگردانی دیک ریکارد و بر اساس کتاب «داستان فردیناند» به نویسندگی مونرو لیف می‌باشد.

## انتشار
اولین بار که این کتاب توسط وایکینک پرس در سال 1936 پخش شد، 1400 نسخه هر کدام با قیمت یک دلار فروخته شد. سال بعد فروش به 68000 افزایش یافت و تا سال 1938 ، این کتاب با 3000 بار در هفته به فروش می رسید. در آن سال از ( Gone with the wind)) بیشتر فروخت تا رتبه اول بهترین فروش در ایالت متحده را به دست آورد.
از سال 2019 این کتاب هرگز چاپ نشده است این کتاب به بیش از شصت زبان ترجمه شده است در سال 1962 ، ترجمه ی لایش  Ferdinandus Taurus توسط انتشارات دیوید مک کنی در نیویورک و توسط همیش همیلتون در لندن منتشر شد.
یک نسخه چاپ اول در حراج 500، 16 دلار در سال 2014 به فروش رسید.

## قبول
در سال 1938، مجله ی زندگی فردیناند را «بزرگترین کلاسیک نوجوان از زمان وینی پوف» نامید و پیشنهاد داد از هر چهار بزرگسال سه نفر کتاب را بیشتر برای لذت و سرگرمی خود می خرند. در این مقاله هم چنین اشاره شد که فردیناند را به عنوان یک نماد سیاسی متهم کردند و با توجه به این » خوانندگان ماهرانه در فردیناند همه چیز را می ببینند. از یک فاشیست تا یک صلح طلب گرفته تا مهاجم نشسته بور لاسک دیگران این اثر را به عنوان ترویج فاشیسم آفارشیسم و کمونیسم عنوان کردند فروشنده دشت کلیولند کتاب را به فساد جوانان آمریکا متهم کرد. در حالیکه نیویورک تایمز نشانه های احتمالی سیاسی را نادیده گرفت، اما اصرار داشت این کتاب در مورد واقعی بودن خود است.
این کتاب در کمتر از دو ماه پس از آغاز جنگ داخلی اسپانیا منتشر شد و بسیاری از طرفداران فرانسسیکو آن را به عنوان یک کتاب صلح حمایت کردند.

## جوایز
این فیلم در مراسم اسکار سال ۱٩٣٩ توانست جایزه اسکار بهترین انیمیشن کوتاه را از آن خود کند.